# استن پولوتس
استن پولوتس (به انگلیسی: Stan Polovets) (زاده ۸ ژوئن ۱۹۶۳) یک تاجر و بشردوست روسی آمریکایی است. او به خاطر کارش در بخش انرژی بین‌المللی و ابتکارات بشردوستانه شناخته شده‌است.
پولوتس نقش قابل توجهی در ایجاد تی‌ان‌کی-بی‌پی، یکی از بزرگترین سرمایه‌گذاری‌های مشترک در صنعت انرژی جهانی، ایفا کرد. این شرکت بین سال‌های ۲۰۰۳–۲۰۱۳ فعالیت کرد و بیش از ۱۸ درصد از کل تولید نفت روسیه را کنترل کرد. او تعدادی پست اجرایی و هیئت مدیره داشت و در واگذاری بعدی آن در یک معامله بی‌سابقه ۵۵ میلیارد دلاری نقش داشت.
در ماه مه ۲۰۲۰، پولوتس به عنوان رئیس هیئت مدیره Anchiano Therapeutics Ltd, یک شرکت بیودارویی فهرست شده در NASDAQ انتخاب شد. در مارس ۲۰۲۱، پس از اینکه شرکت در ۱۲ ماه بازدهی ۶۳۰ درصدی را به ثبت رساند، از سمت خود کنار رفت و با Chemomab Therapeutics مستقر در اسرائیل ادغام شد.
پولوتس عضو شورای روابط خارجی، شورای جهانی رئیس‌جمهور در دانشگاه نیویورک (NYU) و هیئت ناظران دانشکده مهندسی دانشگاه نیویورک تاندون است. از سال ۲۰۱۴ تا ۲۰۱۹، او در هیئت ناظران موسسه هوور دانشگاه استنفورد خدمت کرده‌است.
او یکی از بنیانگذاران و رئیس/مدیر عامل بنیاد جایزه پیدایش است که از سال ۲۰۱۳ برای تقدیر از یهودی که بیشترین خدمت را به جامعه یهودیان یا کشور اسرائیل کرده باشد تأسیس شد.

## زندگی شخصی و تحصیلات
استن پولوتس در سال ۱۹۶۳ در مسکو، اتحاد جماهیر شوروی در یک خانواده یهودی به دنیا آمد. خانواده او در سال ۱۹۷۶ به ایالات متحده مهاجرت کردند و او در سال ۱۹۸۳ تابعیت ایالات متحده دریافت کرد. او مدرک لیسانس علوم را از دانشگاه ایالتی کالیفرنیا، نورتریج (۱۹۸۵) دریافت کرد و در دانشگاه استنفورد تحصیل کرد و در سال ۱۹۸۹ با مدرک MBA و MA فارغ‌التحصیل شد.

## وابستگی‌های تجاری

### در آغاز کار
قبل از تحصیلات تکمیلی، او به عنوان تحلیلگر برای Exxon، مشاور مدیریت KPMG، و تحلیلگر دفاعی در RAND Corporation، کار می‌کرد. پولوتس پس از دریافت MBA از مدرسه بازرگانی استنفورد، به نیویورک نقل مکان کرد تا در مقر جهانی Ernst & Young کار کند، جایی که او مسئول ایجاد تجارت مشاوره این شرکت در اتحاد جماهیر شوروی سابق و اروپای شرقی بود.
در سال ۱۹۹۲، او RPI, Inc. را تأسیس کرد که یک شرکت مشاوره و ارتباطات بوتیک متمرکز بر بخش انرژی روسیه بود. تا قبل از فروش این شرکت در سال ۱۹۹۸، او به عنوان مدیر عامل این شرکت و مشاور وزیر نفت و گاز ترکمنستان و مدیر کل مازیکیو نفتا، شرکت ملی نفت لیتوانی بود. دو نشریه شاخص RPI، سرمایه‌گذار نفت روسیه و سرمایه‌گذار کاسپین، همچنان توسط تامسون رویترز منتشر می‌شوند.

### TNK-BP و AAR
در سال ۲۰۰۱، پولوتس به عنوان معاون ادغام و تملک به شرکت نفت تیومن (TNK)، یک تولیدکننده نفت روسی در حال ظهور پیوست. در سال 2002-2003 Polovets نماینده TNK در ادغام ۱۵ میلیارد دلاری با BP بود که منجر به تأسیس TNK-BP شد. این ادغام به بزرگترین معامله شرکتی در روسیه و تنها بزرگترین سرمایه‌گذاری خارجی در یک شرکت روسی در آن زمان تبدیل شد. شرکتی که در نتیجه این ادغام تأسیس شد در نهایت به یکی از ده تولیدکننده بزرگ نفت غیردولتی جهان تبدیل شد که از نظر اندازه با شرکت‌هایی مانند شورون، کونوکو فیلیپس و استات اویل قابل مقایسه است و در روسیه، اوکراین، برزیل، ونزوئلا و ویتنام فعالیت می‌کند.
بین سال‌های ۲۰۰۳ و ۲۰۰۶، پولوتس پست‌های اجرایی ارشدی را در گروه TNK-BP، از جمله معاون ارشد و رئیس ستاد باب دادلی، رئیس TNK-BP داشت.
در سال ۲۰۰۶ پولوتس برای مدت کوتاهی گروه TNK-BP را ترک کرد و معاون اول Uralsib، یک مؤسسه مالی بزرگ روسیه شد. در سال ۲۰۰۷ پولوتس مدیر عامل کنسرسیوم Alfa-Access-Renova (AAR) شد که ۵۰٪ سهام TNK-BP را در اختیار داشت. در این سمت، او نماینده AAR در هیئت مدیره و کمیته‌های هیئت مدیره TNK-BP، و همچنین شرکت‌های تابعه و وابسته کلیدی آن، از جمله Slavneft (یک سرمایه‌گذاری مشترک با گازپروم نفت) و TNK Trading International (TTI، یک شرکت تابعه تجاری بین‌المللی) بود.
در سال ۲۰۱۱، Polovets در نبرد حقوقی AAR علیه BP، که ۵۰ درصد سهام TNK-BP نیز بود، شرکت داشت. AAR شکایتی را برای جلوگیری از اتحاد استراتژیک BP با Rosneft در تلاش برای دسترسی به ذخایر قطب شمال روسیه و دور زدن TNK-BP تنظیم کرد.
AAR برنده حکم دادگاه عالی لندن شد که بریتیش پترولیوم را از ورود به یک اتحاد استراتژیک و اجرای مبادله سهام با روس نفت ممانعت کرد. دادگاه داوری استکهلم نیز حکم مشابهی را صادر کرد و از موضع AAR حمایت کرد و از تلاش BP برای اتحاد با شرکت دولتی روسیه جلوگیری کرد. تلاش موفقیت‌آمیز AAR برای مسدود کردن اتحاد BP-Rosneft راه را برای پول نقد AAR از TNK-BP دو سال بعد هموار کرد.
در سال ۲۰۱۳، پولوتس به عنوان مدیرعامل AAR، در اجرای فروش ۵۰ درصد سهام AAR در TNK-BP به Rosneft به مبلغ ۲۸ میلیارد دلار مشارکت داشت. BP همچنین سهام TNK-BP خود را در یک معامله موازی به Rosneft فروخت و فروش ۵۵ میلیارد دلاری TNK-BP را به بزرگترین معامله M&A در تاریخ روسیه و بزرگترین معامله M&A در بخش انرژی جهانی در یک دهه تبدیل کرد. بین سال‌های ۲۰۰۳ تا ۲۰۱۳، سهامداران AAR بیش از ۲۰ میلیارد دلار سود سهام از TNK-BP دریافت کردند و شاهد افزایش ارزش سهام آن از ۷٫۵ میلیارد دلار به ۲۸ میلیارد دلار بودند که آن را به یکی از موفق‌ترین سرمایه‌گذاری‌ها در تاریخ صنعت نفت و گاز تبدیل کرد. .

### وابستگی‌های تجاری فعلی
از مه ۲۰۱۳ تا دسامبر ۲۰۱۹، پولوتس به عنوان مدیر غیراجرایی اصلی L1 Energy، وسیله سرمایه‌گذاری بین‌المللی گروه آلفا، خدمت کرد.
از می ۲۰۱۴ تا اکتبر ۲۰۱۶، پولوتس به عنوان رئیس روسیه و اروپای شرقی در Edelman، بزرگترین شرکت روابط عمومی جهانی، خدمت کرد.
از سپتامبر ۲۰۱۴ تا مارس ۲۰۲۰، Polovets به عنوان مشاور ارشد برای Access Industries، یک گروه صنعتی خصوصی با دارایی‌های طولانی مدت در منابع طبیعی، مواد شیمیایی، رسانه‌ها، مخابرات و املاک و مستغلات، متعلق به کارآفرین و بشردوست آمریکایی، لن بلاواتنیک، خدمت کرد. Polovets نماینده Access به عنوان مدیر غیر اجرایی اصلی در هیئت مدیره Clal Industries، یک شرکت هلدینگ اسرائیلی بزرگ با مجموعه متنوعی از سرمایه‌گذاری در تولید صنعتی، بخش‌های فناوری پیشرفته و مصرف بود.

## فعالیتهای بشردوستانه

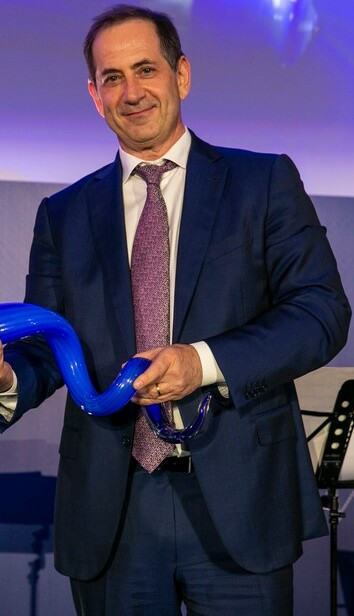
استن پولوتس

پولوتس یکی از بنیانگذاران و رئیس/مدیر عامل جایزه جنسیس است. این بنیاد سالانه یک میلیون دلار جایزه به افراد استثنایی اعطا می‌کند که دستاوردهایشان الهام بخش و القای حس غرور در نسل بعدی یهودیان باشد. این جایزه ۱۰۰ میلیون دلار موقوفه دائمی دارد و با مشارکت بنیاد جایزه پیدایش و آژانس یهودی برای اسرائیل (سوخنوت) است. هر یک از برندگان این جایزه را انتخاب کرده‌اند که از بودجه جایزه چشم پوشی کنند و جوایز ۱ میلیون دلاری خود را - که اغلب توسط اهداکنندگان اضافی همسان می‌شود - به اهداف مختلف خیریه اختصاص داده‌اند.
پولوتس همچنین یکی از بنیانگذاران و مدیر عامل بازنشسته گروه بشردوستی جنسیس (GPG)، یکی از بزرگترین بنیادهای خصوصی در زمینه بشردوستی یهودی است که دفاتری در مسکو، نیویورک، لندن و تل آویو دارد. Polovets به عنوان مدیرعامل مؤسس GPG از آغاز آن در سال ۲۰۰۷ تا ژوئیه ۲۰۱۴ خدمت کرد. او نماینده GPG در هیئت مدیره چندین مؤسسه غیرانتفاعی بود که توسط GPG تأمین می‌شد، از جمله معاونت رئیس هیلل روسیه.
در سال ۲۰۰۳، Polovets بنیاد Vnimanie را تأسیس، تأمین مالی و مدیریت کرد، یک سازمان غیرانتفاعی که به حمایت از کودکان روسی دارای ناتوانی یادگیری و اختلالات رفتاری اختصاص دارد. هیئت وینیمانی شامل بسیاری از افراد برجسته از جمله میخائیل گورباچف رهبر شوروی سابق بود. مدیر اجرایی بنیاد Vnimanie سرگئی فیلاتوف بود که قبلاً به عنوان رئیس دفتر رئیس‌جمهور بوریس یلتسین خدمت می‌کرد.